# Бойд (город, Миннесота)
Бойд (англ. Boyd) — город в округе Лак-ки-Парл, штат Миннесота, США. На площади 1,4 км² (1,4 км² — суша, водоёмов нет), согласно переписи 2002 года, проживают 210 человек. Плотность населения составляет 151,9 чел./км².
- Телефонный код города — 320
- Почтовый индекс — 56218
- FIPS-код города — 27-07138[1]
- GNIS-идентификатор — 0640405[2]